# Siegfried van Walbeck
Siegfried van Walbeck (ca. 955 - Walbeck, 15 maart 991) was een Saksisch edelman uit de tiende eeuw en vader van de bekende bisschop en historicus Thietmar van Merseburg.
Siegfried was graaf van Walbeck en de Nordthüringgau. Hij was al graaf toen hij in 972 met markgraaf Hodo meevocht in de verloren veldslag bij Cedynia tegen Mieszko I van Polen. Hij volgde in 980 keizer Otto II naar Italië maar in 983 was hij weer terug in Duitsland en hielp hij bij het neerslaan van de grote Slavische opstand. Samen met markgraaf Diederik van Haldensleben versloeg hij de Slaven in een veldslag aan de rivier de Tanger. Er was veel kritiek op het functioneren van Diederik als markgraaf en na de opstand moest Diederik die functie dan ook neerleggen.
Na de dood van Otto II steunde Siegfried de regentes Theophanu en haar nog heel jonge zoon Otto III, tegen Hendrik II van Beieren. In 990 nam hij deel aan een veldtocht tegen Bohemen, ter ondersteuning van de Poolse ambities. Later dat jaar viel hij tijdens een expeditie in Brandenburg van zijn paard. Zijn verwondingen wilden niet genezen en Siegfried trok zich in zijn kasteel terug, waar hij in maart van het volgende jaar aan zijn verwondingen overleed. Siegfrieds moeder zou het jaar daarop van verdriet over zijn dood zijn overleden.
Siegfried was zoon van Lothar II van Walbeck en Mathilde van Arneburg (ca. 920 - 3 december 992). Hij is eind 972 getrouwd met Kunigunde van Stade (ca. 955 - Burg Germersleben, 13 juli 997). Haar ouders zijn niet bekend, zij is begraven in Germersleben. Siegfried en Kunigunde kregen de volgende kinderen:
- Hendrik van Walbeck (973 - 1002/1004), opvolger van zijn vader als graaf, gesneuveld tegen de Slaven
- Frederik (974 - na 1012), burggraaf van Maagdenburg, in zijn eerste huwelijk getrouwd met Tietburga. Zij kregen de volgende kinderen: Koenraad, graaf van Walbeck en burggraaf van Maagdenburg, en Brigida, abdis van een klooster dat aan Sint-Laurentius was gewijd. In zijn tweede huwelijk trouwde Frederik met een onbekende vrouw en ze kregen een zoon: Meinfried (gesneuveld 1079), opvolger van zijn halfbroer Koenraad als graaf van Walbeck en burggraaf van Maagdenburg
- Thietmar van Merseburg
- Siegfried (ovl. 27 november 1032), 1009 abt van het Johannes de Doper klooster buiten (tegenwoordig in) Maagdenburg, 1022 bisschop van Münster
- Bruno (ovl. 21 augustus 1049), abt van Nienburg/Weser, 1025 abt van Maagdenburg, 1034 bisschop van Verden

Bij een onbekende vrouw kreeg Siegfried nog een zoon: Willigis, in 1009 opvolger van Thietmar als proost van Walbeck